# シャンパーニュ＝アルデンヌ地域圏
シャンパーニュ＝アルデンヌ地域圏（仏: Champagne-Ardenne）は、フランス北東部のかつて存在した地域圏である。その名前にあるように、シャンパンの生産地として世界にその名を広く知られている。主要産業は農業及びそれを利用した食品工業であるが、それ以外に大きな産業がなくまとまった大きな都市も少ないためフランスの中でも失業率が比較的高い地域となっている。全体になだらかな丘陵地が多く気候も温暖で耕作に適しており、古くから農耕が営まれてきた。地域圏の面積は長野県と岐阜県を併せた程度、人口は沖縄県とほぼ同程度。

## 行政区画
| 名称                         | 人口(人) | 州都/主府/本部                                      | 備考 |
| ---------------------------- | -------- | --------------------------------------------------- | ---- |
| マルヌ県 Marne               | 564,000  | シャロン＝アン＝シャンパーニュ Châlons-en-Champagne |      |
| アルデンヌ県 Ardennes        | 289,000  | シャルルヴィル＝メジエール Charleville-Mézières     |      |
| オーブ県 Aube                | 294,000  | トロワ Troyes                                       |      |
| オート＝マルヌ県 Haute-Marne | 190,000  | ショーモン Chaumont_(Haute-Marne)                   |      |